# 小克里斯湖

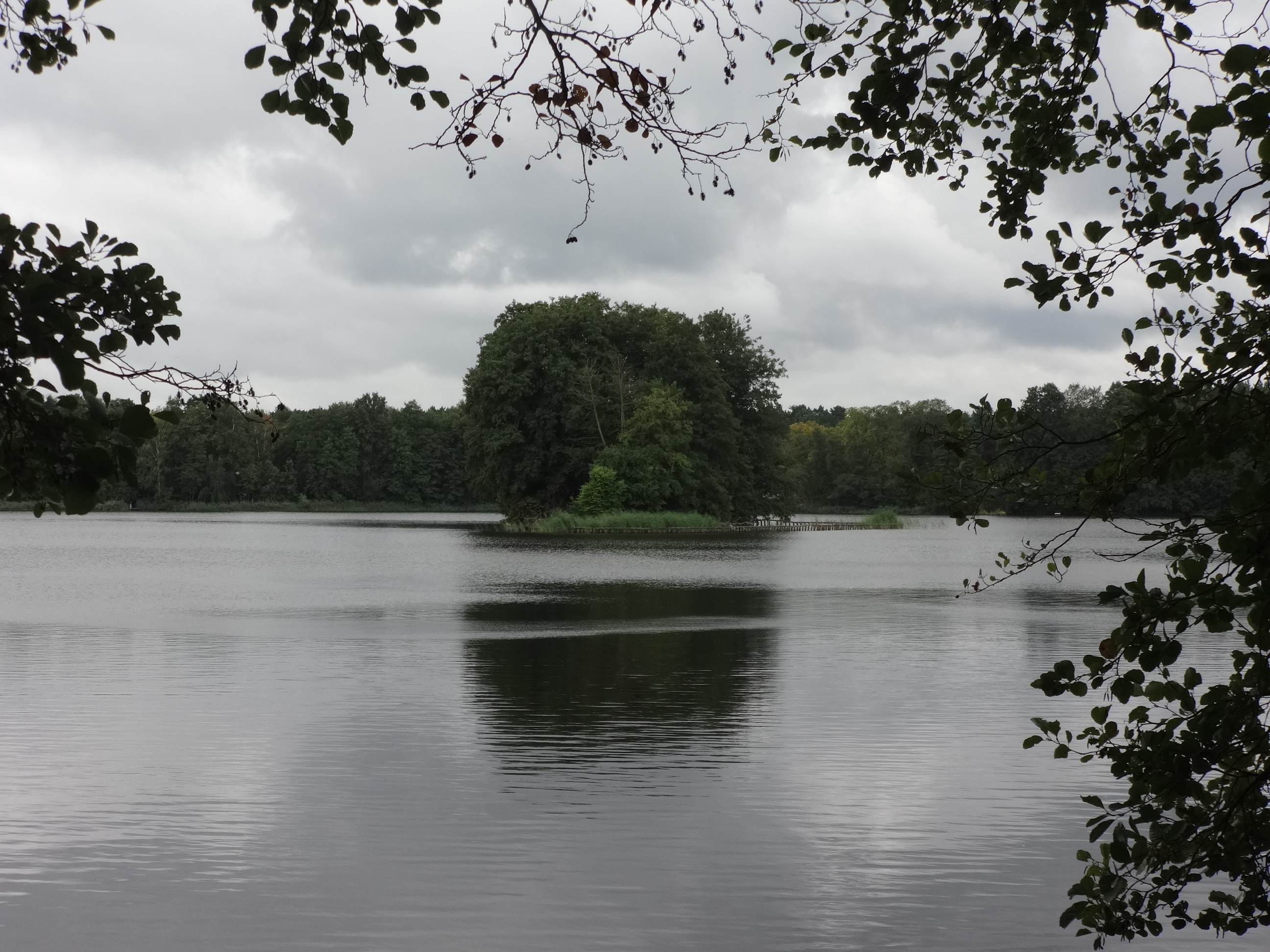

52°10′32″N 13°41′38″E / 52.175601°N 13.693771°E
小克里斯湖（德語：Klein Köriser See），是德國的湖泊，位於該國西南部，由勃蘭登堡州負責管轄，處於達默-施普雷瓦爾德縣，長2公里、寬1公里，面積1.58平方公里，海拔高度28米，平均水深4.5米，最大水深10.9米，水體容量707萬立方米。